# Vallesa de la Guareña
Vallesa de la Guareña – gmina w Hiszpanii, w prowincji Zamora, w Kastylii i León, o powierzchni 28,01 km². W 2011 roku gmina liczyła 115 mieszkańców.